# Пандил Шишков
Марко Христов Шишков, известен като Пандил или Пандо Шишков, е български революционер, деец на Вътрешната македоно-одринска революционна организация, член на Битолския окръжен революционен комитет.

## Биография
Шишков е роден на 15 декември 1874 година (нов стил) в Горно Върбени (Екши Су), Османската империя, днес Ксино Неро, Гърция. Остава сирак и е осиновен от чичо си Кице Шишков. Завършва основно училище. От 1898 година е член на ВМОРО и влиза в група за доставки на оръжие заедно с Лазар Бицанов, Дине Абдураманов и Стефан Настев. След това и селски войвода. Арестуван е и е осъден на 101 години затвор в 1899 година, но е амнистиран през септември 1902 година, след което веднага става нелегален.
Сребрен Поппетров описва Пандил Шишков така:
| „ | Пандил беше буен, немирен и непокорлив. Величие към учение немаше, макар и да беше възприемчив... Баща му Христо Ил. Шишков беше здрав, красив, юначен и благороден българин. | “ |

По време на Илинденско-Преображенското въстание действа като войвода на четата от Върбени, Леринско. След потушаването на въстанието остава в района си и продължава да действа срещу дейците на гръцката въоръжена пропаганда в Македония. Сближава се с италианския жандармерийски поручик Касталди, с когото постоянно разменят информация за положението в Македония. През 1905 година Пандил Шишков заминава за България, където престоява до 1908 година и участва в легалното проявление на македонското движение.
След Младотурската революция от юли 1908 година се завръща в родното си място. Става активист на Съюза на българските конституционни клубове и на първите парламентарни избори заедно с Анастас Митрев агитира в района за кандидата на Съюза Панчо Дорев.
След убийството на Дзоле Стойчев минава в нелегалност. През август 1909 година в Горно Върбени е нападнат от турски аскери, след което бяга в България. През 1910 година влиза в Македония, начело на малка чета, и се събира с Леко Джорлев.
Избухването на Балканската война през есента на 1912 година го заварва във Варна. Шишков организира доброволци, небългарски граждани, от района и пише в телеграма до правителството: „Събрани доброволците в казармите... Другарите по оръжие от 103 души желаят да потеглят, молим да се нареди да бъдем повикани и да се причислим там, защото не можем да търпим...“. Така Шишков става доброволец в оранизираното Македоно-одринско опълчение и оглавява партизанска чета №59, съставена от 59 души, а по-късно служи в Продоволствения транспорт. Още преди началото на войната развива пропагандна дейност в Костурско. На 27 септември 1912 година, 1 ден след началото на войната, превзема Клисура и установява там българска власт. Води сражения в Загоричани, Фотинища, Вишени, Черешница и в Горничевската планина, а на 29 септември освобождава Българска Блаца, след като разбива турската част на Ниази бей. За помощта оказана на гръцката армия е награден с гръцки военни отличия и му е предложено да се обяви в полза на гърцизма. Шишков отказва и се поставя на разположение с четата си на българското военно командване и участва в Междусъюзническата война.
| Чета № 59 на МОО с командир Пандил Шишков | Чета № 59 на МОО с командир Пандил Шишков  | Чета № 59 на МОО с командир Пандил Шишков | Чета № 59 на МОО с командир Пандил Шишков | Чета № 59 на МОО с командир Пандил Шишков | Чета № 59 на МОО с командир Пандил Шишков |
| Номер                                     | Име                                        | Години                                    | Околия                                    | Селище                                    | Бележка                                   |
| ----------------------------------------- | ------------------------------------------ | ----------------------------------------- | ----------------------------------------- | ----------------------------------------- | ----------------------------------------- |
| 1                                         | Пандил Шишков                              | 37                                        |                                           | Горно Върбени                             |                                           |
|                                           | Алексо Малачев                             |                                           | Леринска                                  | Суровичево                                |                                           |
|                                           | Благой Ат. Романов                         |                                           |                                           | Горно Върбени                             |                                           |
|                                           | Благой Динев Нашов                         |                                           | Леринска                                  | Айтос                                     |                                           |
|                                           | Ване Д. Къцов                              |                                           |                                           | Сребрено                                  |                                           |
|                                           | Васил Д. Муков                             |                                           |                                           | Емборе                                    |                                           |
|                                           | Васил Каракуков                            |                                           |                                           | Емборе                                    |                                           |
|                                           | Васил Липитков                             | 50                                        |                                           | Любетино                                  |                                           |
|                                           | Васил Попвачев                             |                                           |                                           | Горно Върбени                             |                                           |
|                                           | Васил П. Румбов                            |                                           |                                           | Емборе                                    |                                           |
|                                           | Гели Х. Типов                              |                                           |                                           | Сребрено                                  |                                           |
|                                           | Георги Айтов                               |                                           |                                           | Палеор                                    |                                           |
|                                           | Георги Сетински                            |                                           |                                           | Горно Върбени                             |                                           |
|                                           | Георги Христов                             |                                           |                                           | Ракита                                    |                                           |
|                                           | Димитър Бакърджиев                         | 32                                        |                                           | Белоградчик                               |                                           |
|                                           | Диме Дорев                                 |                                           |                                           | Дебрец                                    |                                           |
|                                           | Диме Петрев Тодоров                        |                                           |                                           | Ракита                                    |                                           |
|                                           | Илия Константинов                          |                                           | Леринска                                  | Айтос                                     |                                           |
|                                           | Илия Стефанов                              | 30                                        |                                           | Сребрено                                  |                                           |
|                                           | Илия Циганчето                             |                                           |                                           | Любетино                                  |                                           |
|                                           | Кирияз Георгиев                            |                                           | Леринска                                  | Рудник                                    |                                           |
|                                           | Кичо Георгиев                              |                                           |                                           | Герман                                    |                                           |
|                                           | Кольо П. Жаков                             |                                           |                                           | Емборе                                    |                                           |
|                                           | Коста Д. Кьосев                            |                                           | Леринска                                  | Айтос                                     |                                           |
|                                           | Кочо Георгиев                              |                                           |                                           | Герман                                    |                                           |
|                                           | Кръстьо Стефов                             |                                           |                                           | Горно Върбени                             |                                           |
|                                           | Михал С. Которчев                          |                                           | Леринска                                  | Зелениче                                  |                                           |
|                                           | Михаил Н. Пасков                           | 23                                        | Леринска                                  | Пътеле                                    |                                           |
|                                           | Мице Г. Романов                            |                                           |                                           | Горно Върбени                             |                                           |
|                                           | Мицо Куртов                                |                                           | Леринска                                  | Баница                                    |                                           |
|                                           | Мице Мандзов                               |                                           | Леринско                                  | Суровичево                                |                                           |
|                                           | Никола Бъчваров                            |                                           |                                           | Емборе или Лъка                           |                                           |
|                                           | Никола Ицо Петков                          |                                           | Леринска                                  | Айтос                                     |                                           |
|                                           | Никола Кръстев Петров                      | 28                                        | Леринска                                  | Айтос                                     | убит в 1913                               |
|                                           | Никола Недялков                            |                                           |                                           | Горно Върбени                             |                                           |
|                                           | Никола Мандзуфов                           |                                           |                                           | Сребрено                                  |                                           |
|                                           | Пандо Т. Сугарев                           |                                           | Леринска                                  | Пътеле                                    |                                           |
|                                           | Петър Мандзуфов                            |                                           |                                           | Сребрено                                  |                                           |
|                                           | Петър Мачангаров                           |                                           |                                           | Емборе                                    |                                           |
|                                           | Ставри Василев                             |                                           |                                           | Емборе                                    |                                           |
|                                           | Симо Шишков                                |                                           |                                           | Горно Върбени                             |                                           |
|                                           | Сотир Колев                                |                                           | Леринска                                  | Айтос                                     |                                           |
|                                           | Стефо Георгиев                             |                                           |                                           | Горно Върбени                             |                                           |
|                                           | Ташко Костов                               | 38                                        | Леринска                                  | Върбени                                   | носител на кръст „За храброст“ IV степен  |
|                                           | Тръпе Иванов Блълев (Тръпко, Тръпче Белев) | 40                                        | Леринска                                  | Айтос                                     |                                           |
|                                           | Течо Динев                                 |                                           |                                           | Горно Върбени                             |                                           |
|                                           | Толе Петров (Толе паша)                    |                                           |                                           | Горно Върбени                             |                                           |
|                                           | Филип Николов                              | 19                                        |                                           | Горно Върбени                             |                                           |
|                                           | Христо В. Шишков                           |                                           |                                           | Горно Върбени                             |                                           |
|                                           | Христо Д. Олев                             |                                           | Леринска                                  | Айтос                                     |                                           |
|                                           | Христо Николов Каракацалов (Каракалцев)    |                                           | Леринска                                  | Айтос                                     |                                           |
|                                           | Христо Типев                               |                                           |                                           | Горно Върбени                             |                                           |

Шишков взема участие в Първата световна война. Върви в авангарда на българската армия и превзема Кременица, след което води разузнавателно отделение в Битолско. Старши подофицер Пандил Шишков е сред наградените от германския кайзер Вилхелм II с орден „За военни заслуги“ на военна лента по време на посещението му в Ниш на 5 януари 1916 г. След това е полицейски пристав в Битоля, а по-късно се премества в кичевското Челопек. Семейството му е малтретирано от гръцките власти, но успява да премине фронта и се спасява в Битоля.
След войната е околийски началник на Свети Врач до 1926 година, когато е уволнен. След това живее при семейството си във Варна.
След убийството на генерал Александър Протогеров в 1928 година застава на страната на Иван Михайлов. Според Георги Попхристов е подготвител на убийството на Георги Баждаров, заради което и е убит на 7 или 8 ноември или 8 септември 1929 година в София. За убийството му са задържани протогеровистите Георги Лятев и Христо Рутев.
На 31 март 1943 година вдовицата му Кица подава молба за българска народна пенсия. Молбата е одобрена от Министерския съвет на Царство България и пенсията е отпусната.